# Бакиев, Рим Сагитович
Рим Сагитович Бакиев (баш. Баҡыев Рим Сәғит улы; род. 4 января 1939 года) — российский политический деятель, депутат Государственной Думы РФ третьего созыва, Премьер-министр Башкортостана (1994—1999).
Родился в 1939 году в деревне Нижние Турбаслы Благовещенского района Башкирской АССР.

## Образование и работа
Окончил Башкирский сельскохозяйственный институт в 1963 году. Работал инженером-механиком, главным инженером в хозяйствах Уфимского и Благовещенского районов.
С 1974 года по 1990 год — директор совхоза «Степановский».
С 1990 по 1991 год — председатель Исполкома Благовещенского районного Совета.
С 1991 года — генеральный директор объединения птицеводческих предприятий «Башкирскптицепром».

## Политическая деятельность
С 1990 по 1993 год — народный депутат РФ, входил во фракцию «Суверенитет и равенство».
C 1993 года — первый заместитель премьер-министра Республики Башкортостан.
В июле-октябре 1994 года исполняющий обязанности премьер-министра, с октября — премьер-министр Башкортостана.
В марте 1995 года был избран депутатом Палаты Представителей Государственного Собрания Республики Башкортостан.
21 марта 1995 года вновь назначен премьер-министром Республики Башкортостан. В августе 1998 года вновь утверждён председателем правительства Республики. В январе 1999 год освобождён от обязанностей премьер-министра по собственной просьбе. Являлся постоянным членом Совета Безопасности Республики Башкортостан, членом Президентского Совета Республики.
В декабре 1999 года был избран депутатом Государственной Думы РФ третьего созыва по федеральному списку избирательного блока «Отечество — Вся Россия», был членом фракции «Отечество — Вся Россия» (ОВР), заместителем председателя Комитета по экологии; избирался председателем совета регионального отделение Общероссийской политической общественной организации «Отечество» в Республике Башкортостан.

## Награды
- Орден Трудового Красного Знамени
- Орден «Знак Почёта»
- Орден Почёта (1999)
- медалями.

## Звания
- «Заслуженный работник сельского хозяйства Республики Башкортостан»

## Семья
Женат, имеет дочь.